# Beata Rainczuk
Beata Rainczuk (ur. 16 września 1986) – polska judoczka.
Była zawodniczka GKS Czarni Bytom. Brązowa medalistka zawodów pucharu świata seniorek w Rzymie 2008. Młodzieżowa mistrzyni Europy 2007. Brązowa medalistka mistrzostw Europy seniorek 2007 w turnieju drużynowym. Dwunastokrotna medalistka mistrzostw Polski seniorek: dwukrotna złota w kategorii do 70 kg (2006, 2007), dwukrotna srebrna w kategorii do 70 kg (2005, 2010) oraz ośmiokrotna brązowa (2003 - kat. do 70 kg oraz open, 2004 - kat. do 70 kg oraz open, 2008 - kat. do 70 kg oraz open, 2009 - kat. do 70 kg, 2010 - kat. open). Ponadto m.in. młodzieżowa mistrzyni Polski 2007 oraz trzykrotna mistrzyni Polski juniorów (2003, 2004, 2005). W 2016 znalazła się w gronie dziesięciu najlepszych sportowców w 50-letniej historii klubu Czarni Bytom. Siostra judoczek: Pauliny, Magdaleny i Weroniki.